# Antonio Gramsci
Antonio Gramsci (Ales, Sardinija, 22. siječnja 1891. - Rim, Kraljevina Italija, 27. travnja 1937.), bio je talijanski
marksistički filozof, pisac, političar i teoretičar politike.
Gramsci je bio jedan od utemeljitelja i lidera Komunističke partije Italije, u svojim dijelima osobito se bavio pitanjima i analizom kulture i praktične politike. Gramscija se i danas drži za jednog od vrhunskih izvornih marksističkih mislilaca. Kulturna hegemonija je termin koji je on uveo i raščlanio - pomoću nje se održava na vlasti kapitalistička država.

## Životopis

### Mladost i školovanje
Antonio je rođen 22. siječnja 1891. godine kao četvrti od sedam sinova nižeg gradskog službenika grada Gaete na Sardiniji, - Francesca Gramscija (koji je bio u daljnjoj liniji
albanskog podrijetla iz mjesta Gramsh). Stvari su po obitelj krenule nagore kad je otac Francesco zatvoren zbog optužbe za prijevaru 1898. godine, - obitelj je ostala bez sredstava za život i Antonijo je morao napustiti školovanje i raditi kojekakve poslove sve dok mu otac nije pušten iz zatvora 1904. godine. Još kao mali teško je ozlijedio kralježnicu, - tako da je cijeli život patio zbog toga (nije rastao kako treba), a i imao je drugih velikih problema s unutrašnjim organima. No pored svih zdravstvenih problema Antonio je bio odličan učenik, - srednju školu završio je u Cagliariju. Nakon mature 1911. godine dobio je stipendiju za studij lingvistike na Torinskom sveučilištu kod Mattea Bartolija. U to isto vrijeme tu je studirao i Palmiro Togliatti njegov budući stranački prijatelj i kolega. Antonijo puno čita, i studira djela tada 
vodećih talijanskih filozofa i mislioca lijeve orijentacije; Antonija Labriole, Rodolfa Mondolfa, Giovannija Gentilea i osobito - Benedetta Crocea, koji je tada slovio za najcjenjenijeg talijanskog mislioca. Svi oni bili su slidbenici i poštovaoci Hegela i trasirali su put hegelijanskog marksizma, kojeg je Labriola nazvao filozofija praxisa.
Torino je tih godina bio grad rastuće talijanske industrijalizacije, u čije su se novoutemeljene tvornice poput Fiata i Lancie slijevale gomile naglo osiromašenih seljaka koji su postajali gradski proletarijat. Gramsci je obilazio skupove svojih
zemljaka sarda, kao i radničke skupove. Pred kraj 1913. godine upisao se u Talijansku socijalističku partiju.

### Godine sa socijalistima (PSI)
Zbog siromaštva i zdravstvenih problema napušta studij 1915. godine te radi kao slobodni novinar, piše u brojnim uglavnom lijevo orijentiranim listovima (Il Grido del Popolo) i časopisima. Kako se profilirao kao ozbiljni novinar, to je već 1916. godine postao suizdavač časopisa Piemont, posebnog izdanja znanog glasila Avanti!, Talijanske socijalističke stranke. Gramsci je postao cijenjeni komentator koji je pratio sve aspekte društvenog i političkog života Torina. U travnju 1919. godine Gramsci je zajedno s Togliattijem, Angelom Tasca i Umbertom Terracinijem osnovao lijevo orijentirani 
tjednik L'Ordine Nuovo (Novi poredak), iz tog kruga se kasnije oformila Komunistička partija Italije. Te godine došlo je do velikog raslojavanja u Talijanskoj socijalističkoj partiji (PSI) oko načina i metode borbe za radnička prava. I u Torinu je po uzoru na Oktobarsku revoluciju došlo do spontanog osnivanja radničkih savjeta, ali i velikih polemika oko njihove društvene uloge. Gramsci i njegovi rijetki istomišljenici iz kruga oko lista L'Ordine Nuovo - vjerovali su u ispravnost lenjinističke ideje sva vlast sovjetima. Paradoksalno je da je ljuti protivnik te ideje bio je Amadeo Bordiga (vođa izvanparlamentarne radikalne ljevice) koji je pak držao da se treba osloniti na sindikate.

### U talijanskim komunistima (PCI)
Nakon propasti torinskih sovjeta Gramsci je uvidio da je jedina mogućnost osnutak jedne radikalne lijeve političke stranke koja bi se po uzoru na sovjetske boljševike borila za te interese tako je 21. siječnja 1921. godine u Livornu osnovana Komunistička partija Italije od simpatizera iz kruga oko L'Ordine Nuovo i Bordigine grupe. Bordiga i on vodili su stranku zajedno sve do 1924. godine kad je Bordiga odstupio. 
Godinu dana nakon toga 1922. godine Gramsci je otputovao u SSSR kao izabrani delegat PCI na treće zasjedanje Kominterne, tu je upoznao mladu violinisticu Juliju Šuht,  s kojom se oženio i imao dvoje djece.
Gramsci se dopao sovjetskim rukovodiocima i ušao je u krug suradnika komunističke internacionale, zbog čega se 1923. godine preselio u Beč koji je tad bio važno središte komunista. No već 1924. godine vraća se u Italiju zbog općih izbora, na kojima talijanski fašisti dobivaju većinu u parlamentu. Usprkos tomu, Gramsci postao zastupnik Talijanske komunističke partije za Veneto. Kao mladi zastupnik (33 godine) pokazuje se dostojan povjerene zadaće - i otvoreno se upušta u političku borbu s fašistima. Ali predosjeća da će stvari skrenuti prema diktaturi, zbog toga šalje ženu i djecu u SSSR, a on ostaje bez obzira na posljedice. Nakon što je Mussolini dao pohapsiti većinu vođa komunističke partije nakon neuspjelog atentata na njega, Gramsci je preuzeo vodstvo.

### Zatvor i smrt
Njegove crne slutnje pokazale su se točnima - 1926. godine je i on optužen i zatvoren (unatoč zastupničkom imunitetu) pod izlikom da svojim političkim radom izaziva mržnju među staležima, te da zemlju gura na građanski rat uz druge krivnje. Isprva je bio osuđen na 5 godina izgonstva na usamljeni otok Ustica, potom je sljedeće godine osuđen na 20 godina zatvora u Turi pored Barija. Tu je od 1929. počeo pisati, - na školskim bilježnicama svoje opservacije o talijanskom društvu, politici, filozofiji i načinu političke borbe koju bi komunisti trebali primijeniti. 
Nakon četiri godine tamnice njegovo ionako krhko zdravlje,  znatno se pogoršalo. Obolio je od tuberkuloze, ali i brojnih upala unutrašnjih organa, stanje mu se toliko pogoršalo da je 1934. godine pušten iz zatvora na liječenje, ali je 27. travnja 1937. godine umro u jednoj klinici u Rimu, s 46 godina (formalno je bio i nadalje zatvorenik).

## Ideje i djela
Gramsci za svojeg života nije izdao nikakvu knjigu. Između 1914. – 1926. godine pisao je novinske članke, političke studije i eseje po novinama i časopisima.
Od 1929. do 1937. godine za robijanja je na više od pedeset bilježnica (3000 str.), pisao svoje čuvene Zatvorske bilježnice (Quaderni dal carcere), koje su objavljene nakon njegove smrti. 
To su bile bilješke i eseji o vrlo različitim temama, često potpuno nepovezene, - a jedina nit koja ih je povezivala bila je Gramscijev temeljni postulat - uloga intelektualaca u društvu (koji ne smije ostati indiferentan na stanje u društvu). On je držao da je mjesto intelektualca u društvu - aktivno učešće u kulturnoj revoluciji koja će doprinijeti osvajanju političke moći. Iz zatvora je napisao i brojna pisma svojoj ženi, prijateljima i sinovima.
I njegova pisma su kasnije objavljena u jedinstvenoj knjizi Pisma iz zatvora, koja se sastoji od dva dijela: Zatvorske bilježnice i Pisma iz zatvora.
Nakon Drugog svjetskog rata jedna skupina talijanskih komunista pod vodstvom tadašnjeg generalnog sekretara Palmira Togliattija počela je raditi na izdavanju Gramscijevih bilježnica, koje su sistematizirane po temama; obitelj, vlasništvo, vjera, kultura itd. i izdala ih u šest svezaka između 1948. i 1951. godine (izdavač - “Einaudi”). Potom je tiskano novo izdanje Zatvorskih bilježnica 1975. godine (izdanje Instituto Gramsci). U ovom izdanju su spisi poredani kronološki a ne više po srodnim temama.
Na filozofskom planu, novost kod Gramscijevog poimanja marksizma je uvođenje imanentnosti (spoznatljive stvarnosti), nasuprot transcedentnosti (onome izvan granica ljudske spoznaje). Čovjeku je imanentno dato da svojim praktičnim radom ostvari raj (dostojan život) na zemlji. 
Imanencija je sinteza; engleske ekonomije, njemačke filozofije i francuske politike. 
Gramsci prvi jasno uočava da nova pravila što ih je uvela engleska ekonomska znanost, nemaju samo vrijednost kao oruđe nego i značenje kao filozofska inovacija: homo oeconomicus je imanentni čovjek, čovjek na zemlji, on ima ima novu gnoseološku (spoznajnu) vrijednost, koja uključuje novo poimanje svijeta. Stoga je potrebno istražiti kako je filozofija prakse uspjela stvoriti ideju imanencije očišćenu od svih ostataka 
transcendencije i teologije.
Liberalne ideje imaju univerzalnu vrijednost za buržoaziju, ali nisu dovoljne proletarijatu. Za buržoaziju su te ideje bile krajnja granica i maksimum, za proletarijat su te ideje-minimum od čega treba početi.
Gramscija se držalo za jednog od najznačajnijih marksističkih mislioca 20. st. koji je značajno utjecao na razvoj zapadnoeuropskog
marksizma (Eurokomunizam). 
Između ostalog Gramsci je osvijetlio i temu kulturne hegemonije kao miroljubivog sredstva kojim se održava kapitalistički poredak, zbog toga je
nužno obrazovanje radništva i stvaranje proleterske inteligencije. Pomoću kulturne hegemonije se tipične buržoaske ideje - proglašavaju općim javnim mijenjem i zdravim 
razumom te se uz pomoć toga - vlada. On je također ukazao na razlike klasičnog političkog društva koje vlada uporabom sile i zakona (vojska, policija, pravni poredak) i civilnog društva u kojem se vlada ideologijom i privolom (društvo, sindikati, 
obrazovni sustav). Gramsci je oštro kritizirao vulgarni ekonomski determinizam ali i pojednostavljeni filozofski materijalizam.

## Vanjske poveznice
- O Gramsciju na portalu Hrvati AMAC  Arhivirana inačica izvorne stranice od 28. prosinca 2010. (Wayback Machine)
- O Gramsciju na Portalu Marxists.org (engl.)
- Biografski podatci o Gramsciju (engl.)
- Međunarodna udruga Gramsci (engl.)
- Fondazione Instituto Gramsci (tal.)